# 1145
1145 (MCXLV) fue un año común comenzado en lunes del calendario juliano.

## Acontecimientos
- Eugenio III sucede a Lucio II como papa.

- Primavera – Arnaldo de Brescia, un sacerdote italiano de Lombardía , convierte a Roma en una república con un gobierno basado en el modelo de la República Romana. Arnoldo se convierte en el líder intelectual de la Comuna de Roma y reclama libertades y derechos democráticos tras la deposición de Giordano Pierleoni.[1]

### América
- A la zona arqueológica de Tula (Hidalgo, México) llegan los mexicas, según el códice Boturini.

## Nacimientos
- Ibn Yubair, geógrafo, viajero, literato y poeta hispano-árabe medieval
- Manuel Comneno, hijo de Andrónico I Comneno.
- María de Antioquía, emperatriz bizantina.
- María de Francia, condesa de Champaña.
- Reginald Fitzurse, caballero asesino de Thomas Becket.

## Fallecimientos
- Abu Mansur Mauhub al-Jawaliqi, gramático árabe.
- Guillermo de Conches, gramático y filósofo francés.
- Lucio II, papa italiano.
- Tasufin ben Alí ben Yúsef, emir almorávide.
- Zhang Zeduan, pintor chino.